# Галапагосы (роман)
«Галапагосы» (англ. Galápagos; 1985) — роман-антиутопия американского писателя Курта Воннегута. Воннегут во многих своих книгах говорит о проблемах мировой экологической обстановки, но в этом романе экологическая тема — главная.
История повествует о небольшой группе людей, которые потерпели кораблекрушение на вымышленном острове Санта-Росалия на Галапагосских островах одновременно с подорвавшим экономику мира финансовым кризисом и пандемией вирусного заболевания, делающей всех людей бесплодными. Таким образом, выжившие становятся последними образцами человеческого рода.
В течение следующего миллиона лет их потомки видоизменяются, в конечном итоге превращаясь в животных, напоминающих ластоногих, которые, возможно, ещё могут пользоваться передними конечностями (прямого упоминания нет, но рассказчик заявляет, что они иногда могут поймать наземных животных), покрыты шерстью, имеют морды с зубами, приспособленными для ловли рыбы, обтекаемый череп и вместо рук ласты, с атрофированными пальцами, используемыми лишь в брачных играх.
Повествование в романе ведётся от лица призрака Льва (Леона) Троцкого-Траута (1946—1986), сына Килгора Траута. Леон погиб при строительстве корабля «Bahia de Darwin», его призрак вместе с кораблём попал на Санта-Росалию, и там в течение миллиона лет наблюдал последних людей и эволюцию их потомков.
Во время последнего путешествия к Галапагосским островам корабля, при строительстве которого погиб Леон, ему является призрак отца. Он предлагает «зайти в голубой туннель» (упокоиться с миром) и предупреждает, что в случае отказа они с сыном не увидятся следующий миллион лет. Однако, Леон ушёл из дома в 16 лет, так как стыдился отца, который использовал сына в общении против собственной жены. Это становится одной из причин, по которой он не соглашается уйти с ним, благодаря чему получает возможность «написать» о том, что произошло.